# 타오바오
타오바오(淘宝网)는 중국의 온라인 쇼핑 웹사이트로, 항저우에 본사를 두고 있으며 중화인민공화국의 인터넷 기업인 알리바바 그룹이 운영하는 오픈 마켓이다. 대만이나 홍콩, 마카오 등의 중화권 소비자들이 많이 이용하고 있다. Alexa 웹사이트 순위에 따르면 8번째로 가장 많이 방문한 웹사이트로 순위가 매겨진다. 타오바오는 알리바바 클라우드 컴퓨팅(베이징)에 의해 2003년 4월 21일에 등록되었다.
이 웹사이트는 알리바바 그룹이 2003년에 설립했다. 타오바오 마켓플레이스는 중소기업과 개인사업자가 주로 중국어를 사용하는 지역(중국 본토, 홍콩, 마카오, 대만)과 온라인 휴대폰 계좌로 결제하는 해외의 소비자를 위한 온라인 매장을 오픈할 수 있는 플랫폼을 제공함으로써 소비자 대 소비자(C2C) 소매업을 촉진한다.
2016년 현재 10억 개 이상의 제품 목록을 가지고, 타오바오 마켓플레이스와 Tmall.com의 총 거래량은 미국의 모든 전자상거래 사이트를 합친 것보다 많은 3조 위안에 달했다. 이코노미스트는 타오바오를 중국에서 가장 큰 온라인 시장이라고 말했다. 판매자는 정가나 경매를 통해 판매용 상품을 게시할 수 있다. 경매는 거래의 작은 비율을 차지한다. 대부분의 상품은 정가에 팔리는 신상품이다. 구매자는 사이트에서 제공되는 정보(등급, 의견 및 불만 사항 등)를 기준으로 판매자의 배경을 평가할 수 있다.

## 역사
타오바오 마켓플레이스(옛 '타오바오')는 알리바바가 2003년 5월 이베이(eBay)가 당시 중국의 온라인 경매 선두주자였던 Eachnet을 1억8000만 달러에 인수해 중국 소비자 전자상거래 시장의 주역으로 부상하면서 출범했다. 이베이의 성장에 대응하기 위해, 타오바오는 판매자들에게 무료 목록을 제공하고 구매자와 판매자 간의 커뮤니케이션을 용이하게 하기 위한 즉석 메시지과 조건부 날인 증서를 기반으로 한 결제 도구인 알리페이(Alipay)와 같은 지역 소비자들의 이익을 위해 고안된 웹사이트 기능을 도입했다. 그 결과, 타오바오는 2년 만에 중국에서 부동의 시장 1위가 되었고 2003년과 2005년 사이에 시장 점유율은 8%에서 59%로 증가했다. 이베이 차이나는 79%에서 36%로 떨어지면서 2006년에 중국 사이트를 폐쇄했다.
2008년 4월, 타오바오는 자사의 C2C 시장을 보완하기 위해 타오바오 몰이라는 새로운 전용 B2C 플랫폼을 도입했다. 타오바오몰은 중국 소비자들을 위한 명품들의 목적지로 자리매김했다. 타오바오 몰은 독립적인 웹 도메인인 Tmall.com을 개설하고, 2010년 11월 제품 수직성과 쇼핑 경험 개선에 초점을 맞췄다. 타오바오 몰은 2011년 6월 독립해 2012년 1월 중국 이름을 톈마오(Tian Mao, Tmall)로 바꿨다. 2013년 10월을 기준으로 중국에서 8번째로 많이 방문한 웹사이트이다.
2008년, 타오바오는 모든 전자상거래 시장 사용자를 위한 전자상거래 기반 서비스 제공자가 되는 것을 목표로 "빅 타오바오" 전략을 해 중국 온라인 쇼핑 산업의 전반적인 성장을 촉진했다.
2010년 10월, 타오바오 베타(Taobao beta)는 온라인 쇼핑을 위한 독립적인 검색 엔진으로서 eTao를 출시하여 중국의 많은 주요 소비자 전자상거래 웹사이트로부터 제품 및 판매자 정보를 제공하였다. 온라인 쇼핑객들은 이 사이트를 사용하여 다른 판매자들의 가격을 비교하고 구매할 제품을 확인할 수 있다. 알리바바 그룹 웹사이트에 따르면, eTao는 타오바오와 Tmall뿐만 아니라 아마존 차이나, 당당, 고메, 이하오디안, 나이키 차이나, 반클의 제품을 제공한다.
2011년 5월, 알리바바 그룹은 타오바오 몰 브랜드의 산하로써 베이징에 소매점을 열었다. 5층 25,000미터의 타오바오 몰 iFeng Chao 가구 전시장은 온라인 상점을 보완하기 위해 오픈했다.
2011년 6월에, 알리바바 그룹 회장 겸 전 CEO인 Jack Ma는 Taobao가 타오바오 마켓플레이스(C2C 플랫폼), Tmall.com(B2C 플랫폼, 타오바오 몰), eTao(온라인 쇼핑 검색 엔진) 등이 있다. 타오바오는 "인터넷과 전자상거래의 판도가 크게 바뀐 지난 2년 동안 나타난 경쟁적 위협에 대처하기 위해 필요한 조치"라고 말했다.
타오바오는 이전에는 국내 은행들만이 알리페이로 결제가 가능했지만 2012년부터는 국제 비자 카드와 마스터 카드 직불 카드를 받기 시작했다. 2013년 4월 29일, 알리바바는 시나 웨이보에 5억 8600만 달러를 투자하겠다고 발표했다. 2013년 8월 1일, 알리바바는 사용자들이 시나 웨이보 계정과 타오바오 계정을 연결할 수 있는 타오바오를 위한 웨이보를 개설했다.

## 서비스 및 기능

### Tmall.com
Tmall.com은 중국 소비자들이 서구권 브랜드 상품을 구하는데 특화된 서비스를 제공한다. www.tmall.com

### 쇼핑 피드백
타오바오 상점을 자세히 알아보려면 해당 상점의 등급 아이콘을 클릭하여 피드백을 보는 것이 좋다. Tmall.com의 상점의 경우, 사람들은 상점들의 등급을 보기 위해 별을 클릭한다. 타오바오 사용자들은 보통 피드백을 읽고 한 상점의 아이템과 다른 상점의 아이템을 비교할 수 있다. 사용자가 올린 피드백은 진짜인 경우도 있지만 조작된 피드백일 가능성도 있다. 피드백 스타일과 톤이 같다면 지어낸 피드백일 가능성이 높다. 일부 피드백은 참가자가 게시할 수도 있다. 사용자들은 피드백이 진짜인지 아닌지를 추론하기 위해서는 다양한 피드백을 보아야 한다. 아이템을 실제로 구매할 가치가 있는지 여부를 결론짓는 가장 좋은 방법은 아이템을 일정 기간 사용한 후 사용자가 게시한 피드백을 살펴보는 것이다.
Taobao의 모든 거래에는 고객 피드백 섹션이 있어야 한다. 피드백 섹션은 해당 상점의 판매량을 결정하는 요인으로, 상점 주인들은 종종 긍정적인 의견을 극대화하고 부정적인 의견을 줄이기 위해 일부 수정을 하기도 한다. 심지어 상품 및 쇼핑 경험에 대한 만족도를 평가하는 과정에서 판매자와 소비자 사이에 금전적인 거래를 주고 받기도 한다. Taobao 서비스에 대한 대중의 평가 및 의견을 수집하기 위해, 검색 도구와 다른 기능을 사용하여 사용자의 의견들을 조사함으로써 Taobao가 더 많은 개선을 이룰 수 있다. 다음 항목을 포함한 내용으로 타오바오 소비자들에게 설문조사가 실시되고 있다.
·제품 사용 시 발생하는 문제점
·제품에 대한 조언과 리뷰
·제품에 대한 사용 빈도 또는 특정 제품의 중요성.
·시각적 및 인쇄적 레이아웃, 절차, 지침서 등 특정 측면에 대한 만족도
·제품에 대한 전반적인 만족도

### 알리페이(즈푸바오)
2004년에 출시된 에스크로 기반의 온라인 결제 플랫폼으로, 페이팔과 유사하며 타오바오 마켓 플레이스에서 우선 결제 솔루션으로 사용된다. 중국에서 가장 널리 사용되는 제3자 온라인 결제 솔루션이며, 안전한 거래를 위해 알리페이는 에스크로 시스템을 사용하여 구매자가 만족스러운 상태로 상품을 수령한 후에만 판매자에게 지불되도록 한다. 알리바바 그룹 웹사이트에 따르면 알리페이는 중국 및 해외에서 지불을 용이하게 하기 위해 비자카드, 마스터카드 등 여러 금융 기관과 제휴하고 있다.
알리페이 시스템은 사용자 그룹마다 다르다. 예를 들어, 알리페이 사용자들은 중국에서 발급된 신용카드를 추가한 계정을 가지고 있다면 자금을 보내고 받을 수 있는 반면, 중국 밖에서 발급된 신용카드를 사용하는 사용자들은 타오바오의 상품이나 서비스에 대한 결제를 위해 알리페이만을 사용할 수 있다.
중국 인민은행(중앙은행)의 규제개혁으로 중국 온라인 결제 생태계가 영원히 바뀔 전망이다. 위챗페이와 알리페이와 같은 최상위 디지털 결제 서비스는 2018년 6월 30일부터 모든 관련 거래 데이터를 해당 기관에 전송할 것으로 예상된다.

### 알리 익스프레스
알리 익스프레스는 2010년 4월 중국의 국제 소매 웹사이트로 설립되었다. 해외에 거주하는 사람들은 이 서비스를 사용하여 중국 제조사의 제품을 온라인으로 구입할 수 있다.

### 알리왕왕
타오바오 마켓플레이스는 알리왕왕(AliWangWang)이라는 이름의 내재된 독점 즉석 채팅 프로그램을 통해 구매 전 소비자와 판매자가 용이하게 의사소통 할 수 있다. 중국 온라인 쇼핑객들 사이에서는 알리왕왕을 통해 판매자와 교류하며 상품에 대해 문의하고 물건을 사기 전에 흥정을 하는 것이 흔하게 이루어지고 있다.

### 바오팔스
2016년 2월에 상하이에 거주하는 3명의 외국인 거주자들은 타오바오와 Tmall을 영어로 번역하는 쇼핑 플랫폼인 바오팔스를 출시하여 중국에 거주하는 외국인들이 모든 제품과 서비스를 이용할 수 있도록 하였다. 현재, 240만 개 이상의 품목이 플랫폼에서 팔려 나갔다.

### 해피 타오바오
2009년 12월에 타오바오는 후난 TV와 함께 텔레비전 쇼핑을 위해 해피 타오바오를 설립했다. 후난 TV는 "행복한 타오바오"라는 연예 시리즈를 시작했고, 타오바오 마켓플레이스는 채널과 독립 웹사이트를 만들었다.

### 어댑티브 에이전트
Taobao는 '어댑티브 에이전트'라는 검색 도구를 적용한다. 어댑티브 에이전트는 범주, 브랜드, 기능 및 색상 등을 포함하여 소비자의 구매 기록에서 정보들을 수집한다. 검색 엔진에는 특정 바코드를 스캔하는 작업이 포함되는데, 고객의 구매 이력을 추적하여 구매자들이 관심을 가질 만한 상품들로 목록을 재구성한다. 어댑티브 에이전트는  이미지 사전 모델과 과거 사건의 발생 빈도를 통해 발생 가능성을 추정할 수 있는 BAYES 이론(LAPLACE 방법)을 사용한 데이터를 통해 작동한다. 제품 또는 페이지의 순위는 이전 정보와 클릭한 상품들의 데이터를 조합하여 결정할 수 있다.
Taobao 검색 모델의 인기는 상관 관계 비율과 품질 점수 계산에 기초한다.
- 제품 제목의 정적 점수(상관률)
- 제품의 제목과 쿼리의 일치 점수(상관률)
- 제품의 카테고리 모델(상관률)
- 물품의 거래 모델(품질 점수)
- 판매자 모델(품질 점수)
- 피드백(품질 점수)

타오바오는 앱을 통해 상품의 운송량을 증가시켰다.

### 검색
타오바오는 제품의 텍스트와 이미지를 자동으로 분류하고 태그를 사용하여 상관 관계를 만들어낸다. 의미론적 검색의 용도는 이미지, 복잡한 텍스트, 모호한 텍스트 등 키워드로는 해결할 수 없는 상관관계 문제를 해결하기 위함이다. 또한 소비자들이 하나의 키워드를 검색할 때 유사한 아이템을 타오바오가 제시하는 방법이다.

### 타오바오 라이브
2018년에 알리바바는 알리바바 라이브라는 이름의 라이브 스트리밍 서비스를 시작했다. 이 서비스는 인터넷 쇼핑이라는 현상을 이용하여 온라인 소매상들이 그들의 상품을 마케팅할 수 있도록 하는 것을 목표로 만들어졌다. 이 서비스를 이용하는 84개 점포는 740만 달러의 매출을 기록하면서 큰 인기를 끌고 성공했다. 타오바오는 플랫폼에서 진행하는 라이브 스트리밍이 5,000억 건 이상의 판매 거래를 창출할 것으로 예측했다. 또, 알리바바는 시골지역 판매자를 대상으로 그들의 플랫폼에서 새로운 스타일의 라이브 스트리밍인 cūnbō (村播)을 홍보하기 시작했다. 타오바오는 시골지역 판매자들이 플랫폼에서 고객과 팔로워를 더 쉽게 찾을 수 있도록 앱에서 자신들만의 카테고리를 제공하기도 했다.

### weitao
Weitao는 타오바오와 Tmall 고객을 위한 개인 쇼핑 도우미/블로그이다. 전자 상거래 사이트인 타오바오와 티몰에서 브랜드와 판매원들이 이용자에게 더 잘 다가가기 위한 마이크로 블로깅 기능이다.

### 개발 전략
2016년 3월 29일 알리바바 그룹의 CEO인 Daniel Zhang은 항저우에서 열린 2016년 연례 고객 컨퍼런스에서 타오바오의 미래 개발 목표의 세 가지 방향으로 ‘더 많은 지역사회 기반화’, ‘더 많은 콘텐츠 사용화’, ‘더 많은 지역 적응화’를 제시했다. Taobao는 데이터의 개인화, 고객 충성도, 미디어 방송 및 커뮤니티의 집중적인 수요와 같은 전략을 통해 판매자가 상품을 업로드하는 여러 단계를 구축한다. 유쿠, 웨이보, 알리마마와 알리필름과 같은 알리바바의 협력 플랫폼들과 함께 콘텐츠 제작, 전파 및 소비 등으로 여러 활동 영역들을 구축해나가고 있다. 사용자 요구에 따라 중앙 집중화된 수요 매칭 공급장치를 사용하여 콘텐츠를 생산하고 소비하는 것을 제외하고, 타오바오는 소비자에 대한 상품과 서비스의 질을 향상시켰다.
최근 늘어나는 해외직구의 영향으로 중국 배대지라는 새로운 분야의 산업이 생기게 되었고, 타오바오를 통해 구매한 물건은 중국 배대지를 통해 한국의 소비자에게 전달되고 저렴한 가격과 괜찮은 품질에 많은 해외인구가 중국 배대지를 이용 중이다.
중국 배대지는 다양한 업체가 많이 존재하며 대표적인 곳은 "보내요" 이다

### 기타 서비스
타오바오 마켓 플레이스는 온라인 쇼핑 이용자와 판매자들을 위해 다양한 기능과 서비스를 도입했다. 그 예로, 2010년 1월, 타오바오 오픈 플랫폼을 통해 타오바오 앱을 출시했으며 2010년 3월, Taobao Data Cube 플랫폼을 도입하여 소규모 기업이 전체 소비자 트랜잭션 데이터를 통해 업계 동향을 파악할 수 있도록 했다. 2010년 6월 와수 미디어 인터넷 유한공사(Washu Media Internet Limited)와 제휴하여 디지털 엔터테인먼트 제품 플랫폼인 타오후아(Taohua)와 합작해 운영하는 쌍방향 디지털 텔레비전 쇼핑(Interactive Digital TV Shopping)을 시작했다.

## 논란
2017년 8월, 타오바오는 아동 착취에 대한 우려에 대해 아프리카 어린이들이 등장하는 메시지를 제공하는 논란이 많은 판매업자들을 퇴출시키는 것으로 대응했다. 2019년 아동 모델을 학대하는 모습이 담긴 동영상이 퍼졌고 아동 모델 착취에 대한 문제가 부상했다. 이에 대해 타오바오는 "아동 모델의 촬영을 규제하고, 아동을 난폭하게 대하는 행위를 금지하며, 아동의 권익을 해치는 사진이나 영상 사용을 거부한다"고 선언했다. 하지만 여전히 근본 대책은 미흡하다.
2019년, 타오바오는 홍콩에 대한 트윗을 올린 조직의 총지배인 데릴 모리에(Daryl Morey)의 대응으로 휴스턴 로키츠와 관련된 모든 아이템을 제거했다.
2020년 10월 타오바오는 대만 정부가 최종 소유권에 대한 해명을 요청한 후 대만 시장을 떠날 것이라고 발표했다.

## 고객 정보의 관리
타오바오는 기존의 고객 정보를 무작위로 이용하던, 문제점을 개선하기 위해서 정보관리 기준을 강화 하여 고객 정보 보호를 위한 기준을 마련하였다.

## 같이 보기
- 알리바바닷컴
- 알리바바그룹
- 타오바오
- 주

1. ↑  “China's pied piper”. 《The Economist》. 2006년 9월 21일. ISSN 0013-0613. 2020년 12월 20일에 확인함.
2. ↑  “이베이 "중국 사업전략 수정"”. 2020년 12월 20일에 확인함.
3. ↑  “Alibaba Group to Split Taobao Online Retail Unit Into Three”. 《Bloomberg.com》 (영어). 2011년 6월 16일. 2020년 12월 22일에 확인함.
4. ↑  Koetse, Manya. “From Tea Farmer to Online Influencer: Uncle Huang and China’s Rural Live Streamers” (미국 영어). 2020년 12월 20일에 확인함.
5. ↑  “Chinese vendors 'exploiting' African children removed from Taobao”. 《BBC News》 (영국 영어). 2017년 8월 18일. 2020년 12월 20일에 확인함.
6. ↑  “맞으며 일하는 '아동모델'…부모 학대에 돈벌이로 전락”. 2019년 4월 28일. 2020년 12월 20일에 확인함.
7. ↑  Kharpal, Arjun (2019년 10월 8일). “Alibaba shopping sites appear to have de-listed Houston Rockets products in China” (영어). 2020년 12월 20일에 확인함.
8. ↑  Staff, Reuters (2020년 10월 15일). “Taobao Taiwan shuts e-commerce site as government questions Chinese ownership”. 《Reuters》 (영어). 2020년 12월 20일에 확인함.
9. ↑  http://www.yonhapnews.co.kr/bulletin/2017/09/23/0200000000AKR20170923054157009.HTML?input=1195m